# NGC 3058A
NGC 3058A је галаксија у сазвежђу Хидра која се налази на NGC листи објеката дубоког неба.
Деклинација објекта је - 12° 28' 46" а ректасцензија 9h 53m 35,1s. Привидна величина (магнитуда) објекта NGC 3058 износи 14,8 а фотографска магнитуда 15,8. NGC 3058A је још познат и под ознакама MCG -2-25-26, VV 741.